# Beclean
Beclean is een stad (oraș) in het Roemeense district Bistrița-Năsăud. De stad telt 10.930 inwoners (2002). De Duitse en Hongaarse minderheden noemen de stad Bethlen. Naast de stad bestaat de gemeente uit drie dorpen: Coldău (Goldau; Várkudu), Figa (Füge) en Rusu de Jos (Alsóoroszfalu).

## Geschiedenis
In 1235 wordt Bethlen voor het eerst in schriftelijke bronnen vermeld. In 1335 werd begonnen met de bouw van een burcht. In 1707 wordt de burcht vernietigd door het leger van de Habsburgse keizer. Tegenwoordig is er geen spoor meer te bekennen van de burcht. Bethlen is tot 1918 onderdeel van het koninkrijk Hongarije en komt daarna in Roemeense handen. Het maakt tot 1960 onderdeel uit van het district Somes.

## Bevolking
In 1850 waren de inwoners van de stad 1475, waarvan 805 Roemenen, 327 Hongaren, 163 Joden, 163 Roma, 5 Duitsers en 12 van andere etniciteiten.
In 1910 heeft het toenmalige Bethlen 3070 inwoners waarvan er 1791 Hongaren en 1205 Roemenen waren.
In 2011 heeft de gemeente 10.403 inwoners waarvan 81,6% Roemeen is en 14,2 procent Hongaar. In de stad woonden 9 134 personen, 1 166 Hongaren (13,3%). 
In het dorpje Coldău / Várkudu waren er in 2011 653 inwoners, 274 Hongaren (43,7%).

## Stadsbeeld
In het centrum staat de oude Hongaarse Gereformeerde Kerk van Beclean.